# Ока (княжество)

Мон рода Накагава

Княжество Ока (яп. 岡藩 Ока-хан) — феодальное княжество (хан) в Японии периода Эдо (1594—1871). Ока-хан располагался в провинции Бунго (современная префектура Оита) на острове Кюсю.

## Краткая история

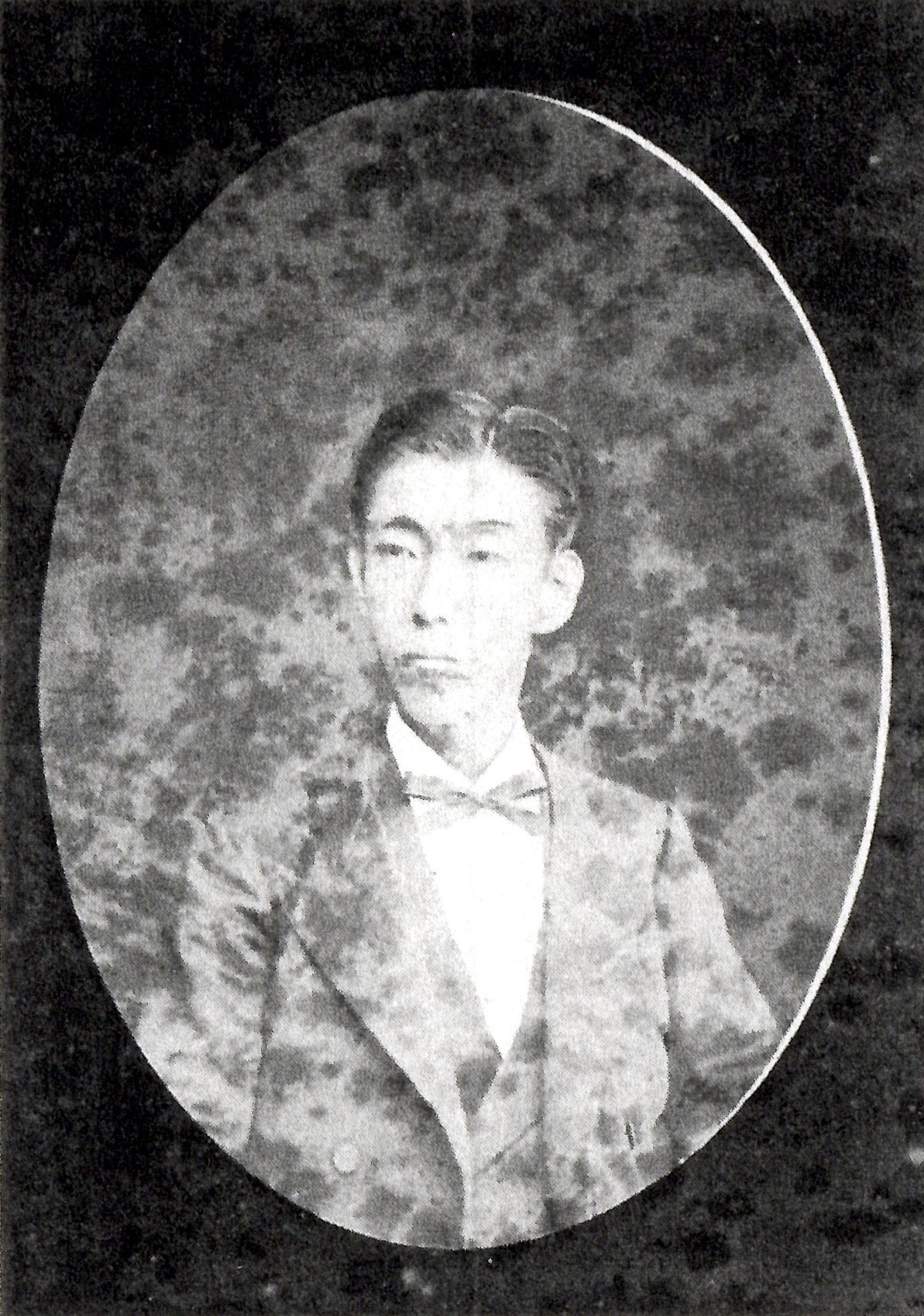
Накагава Хисанари, последний даймё Ока-хана (1869—1871)

- Административный центр: замок Ока (современный город Такета в префектуре Оита).

- Другое название: Такета-хан (竹田藩)

- Доход хана: 70.000 коку риса.

- Княжество управлялось родом Накагава, который принадлежал к тодзама-даймё и имел статус правителя замка (城主). Главы рода имели право присутствовать в вербном зале сёгуна.

- В 1871 году после административно-политической реформы Ока-хан был ликвидирован. Территория княжества была включена в состав префектуры Оита.

## Даймё Ока-хана
| №  | Имя и годы жизни               | Имя и годы жизни | Годы правления | Ранг, титул       | Примечания                              |
| -- | ------------------------------ | ---------------- | -------------- | ----------------- | --------------------------------------- |
| 1  | Накагава Нарихидэ (1570—1612)  | 中川秀成         | 1594-1612      | 従五位下 修理大夫 | Второй сын Накагави Киёхидэ (1542—1583) |
| 2  | Накагґава Хисамори (1594—1653) | 中川久盛         | 1612-1651      | 従五位下 内膳正   | Старший сын предыдущего                 |
| 3  | Накагава Хисакиё (1615—1681)   | 中川久清         | 1651-1666      | 従五位下 山城守   | Старший сын Накагавы Хисамори           |
| 4  | Накагава Хисацуне (1641—1695)  | 中川久恒         | 1666-1695      | 従五位下 佐渡守   | Старший сын предыдущего                 |
| 5  | Накагава Хисамити (1663—1710)  | 中川久通         | 1695-1710      | 従五位下 因幡守   | Старший сын Накагавы Хисацуне           |
| 6  | Накагава Хисатада (1697—1742)  | 中川久忠         | 1710-1742      | 従五位下 内膳正   | Третий сын Накагавы Хисамити            |
| 7  | Накагава Хисаёси (1708—1743)   | 中川久慶         | 1742-1743      | 従五位下 山城守   | Шестнадцатый сын Асано Цунанаги         |
| 8  | Накагава Хисасада (1724—1790)  | 中川久貞         | 1743-1790      | 従五位下 修理大夫 | Второй сын Мацудайры Нобутоки           |
| 9  | Накагава Хисамоти (1776—1798)  | 中川久持         | 1790-1798      | 従五位下 修理大夫 | Второй сын Накагави Хисанори            |
| 10 | Накагава Хисатака (1787—1824)  | 中川久貴         | 1798-1815      | 従五位下 修理大夫 | Пятый сын Янагисавы Ясумицу             |
| 11 | Накагава Хисанори (1800—1840)  | 中川久教         | 1815-1840      | 従五位下 修理大夫 | Четвертый сын Ии Наонаки                |
| 12 | Накагава Хисааки (1820—1889)   | 中川久昭         | 1840-1869      | 従五位下 修理大夫 | Второй сын Тодо Такасавы                |
| 13 | Накагава Хисанари (1850—1897)  | 中川久成         | 1869-1871      | 従五位下 内膳正   | Старший сын Накагавы Хисааки            |